# George W. Campbell
George Washington Campbell (Tongue, 9 de fevereiro de 1769 – Nashville, 17 de fevereiro de 1848) foi um advogado e político anglo-americano do Partido Democrata-Republicano

## Biografia
Campbell nasceu no dia 9 de fevereiro de 1769 em Tongue, Sutherland, Escócia, imigrando para a América Britânica em 1772 junto com sua família. Ele estudou na Faculdade de Nova Jérsei e formou-se em 1794, sendo admitido na ordem dos advogados e começando a praticar direito em uma firma própria estabelecida em Knoxville, Tennessee.
Campbell começou sua carreira política em 1803 como membro da Câmara dos Representantes pelo Tennessee, servindo até 1809 e durante um período como presidente do Comitê de Formas e Meios. Ele retornou ao Tennessee e atuou até 1811 como juiz da Suprema Corte de Erros e Apelações, sendo então eleito senador.
O presidente James Madison o nomeou em 1814 como Secretário do Tesouro. As economias do país estavam em péssimo estado por causa da Guerra de 1812 e o fim do alvará do Primeiro Banco dos Estados Unidos. Campbell precisou vender títulos do governo para financiar o esforço de guerra, porém enfrentou dificuldades em gerar entusiasmo na população. Ele renunciou depois de apenas sete meses alegando problemas de saúde.
Campbell voltou para o Senado em 1815 e permaneceu até 1818, servindo como presidente do Comitê de Finanças. Ele renunciou do Congresso e aceitou uma oferta do presidente James Monroe de tornar-se embaixador na Rússia. Três de seus filhos morreram de tifo e Campbell recebeu permissão em 1820 de voltar para casa.
Ele aposentou-se da política permanentemente ao retornar da Rússia. Campbell voltou a praticar direito em 1835 depois de tê-lo abandonado em 1802 antes de entrar no Congresso, continuando a trabalhar até morrer aos 79 anos de idade em Nashville no dia 17 de fevereiro de 1848.